# ليندا كولي
ليندا كولي (بالإنجليزية: Linda Colley)‏ هي مؤرخة بريطانية، ولدت في 13 سبتمبر 1949 في تشستر في المملكة المتحدة.